# Wilhelm Kühne
Wilhelm Kühne (født 28. marts 1837 i Hamborg, død 10. juni 1900 i Heidelberg) var en tysk fysiolog.
Han har arbejdet sammen med blandt andre Emil du Bois-Reymond (1858) og i Wien med Ernst Wilhelm von Brücke og Carl Ludwig (1860).
I 1871 efterfulgte han Hermann von Helmholtz på posten som professor for fysiologi ved Universität Heidelberg, og i 1878 indførte han det neoklassiske græske kunstord Enzym i videnskabssproget, hvilket skulle fortrænge det indtil da benyttede "ferment".